# Type 056
Pour les articles homonymes, voir Type 56.
Le type 056 (code OTAN: classe Jiangdao) est une classe de corvettes entrée en service en 2013 dans la marine chinoise. Elle remplace les frégates Type 053 (en). Une variante ASM, nommée type 056A est apparue après 22 navires.

## Historique

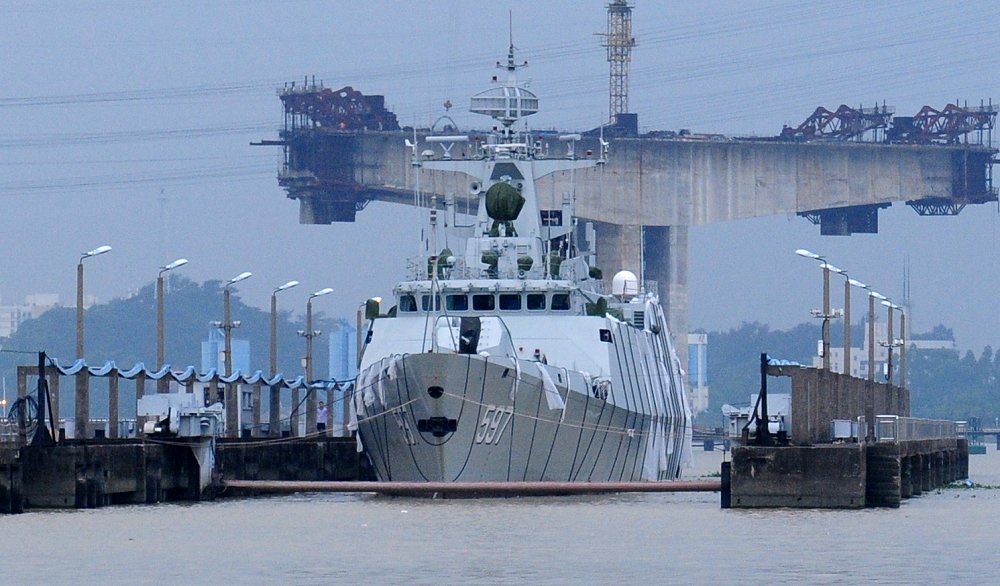
La corvette 597 Qinzhou dans un chantier naval en 2013.

Le développement de cette classe est issu de la construction (2005-2006) de patrouilleurs de classe Pattani (en) pour la marine thaïlandaise. Cette corvette lourde furtive dispose d'un pont d'envol mais pas de hangar.
Son rôle est la protection des côtes et espaces maritimes côtiers (ZEE) en couvrant un large spectre de missions. Le premier navire a été lancé en mai 2012 par Hudong-Zhonghua Shipbuilding. Puis la construction a été lancée sur trois autres chantiers navals.
La variante Type 056A apparue à partir du 22e exemplaire dispose de nouveaux sonars pour la lutte anti-sous-marine. Son coût unitaire est 700 millions de yuan, soit 91 millions d’euro au taux de change de 2019.
À la mi-janvier 2018, 39 de ces navires sont en service dans la marine chinoise et leur construction à grande échelle est encore en cours à cette date.
 La 60e corvette est lancée le 9 mai 2019 soit, en moyenne, un Type 056 toutes les 6 semaines.
En 2014, il est annoncé que les garde-côtes chinois disposeront d'un nombre indéterminé de navires dérivés de ces corvettes. De larges bossoirs sont installés de chaque côté, le canon principal et les missiles sont retirés sur celles-ci. 22 corvettes de la marine populaire sont transférés à la garde côtière entre mi-2021 et janvier 2023.

## Armement

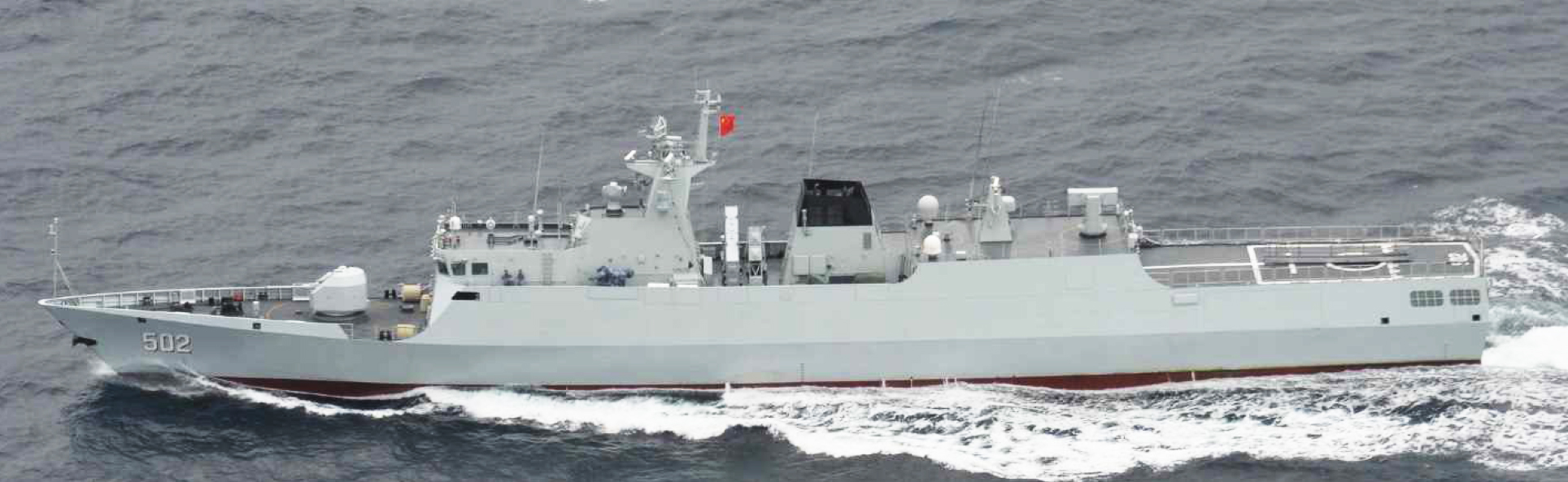
502 Huangshi photografié le 14 août 2017 par la JMSDF (Type 056A)

- L'artillerie principale est le H/PJ-26 (en) de 76 mm. Dérivé de l'AK-176 soviétique[réf. nécessaire], sa nouvelle tourelle est plus furtive et offre plus d’obus préchargés[réf. nécessaire]. Ce canon équipe les Type 056, Type 054/A et Type 071. Sa cadence de tir est 60-120 coup par minute[12].
 2 Canons H/PJ-17 (30mm)[13] avec une cadence de 320-350 coups par minute sont installés sur les flancs du bâtiment. Le canon possède un système de guidage optronique[14] et peut être contrôlé à distance[15].
- 2 x 2 Silos de missiles anti-navire YJ-83 sont situés devant la cheminée, au centre du navire. Le YJ-83 est un missile subsonique[16] volant à basse altitude (en)[17]. Sa portée maximale est 150–180 km[16].
 Une nouvelle torpille anti-sous-marine aéro-propulsé, développé pour les lanceurs inclinés, est apparu en 2016[3]. Ce missile serait en cours d'induction à bord des Type 056A.
- 1 Système lance-missile HQ-10 (8 missiles) assure la défense anti-aérienne rapproché[18]. Ce missile est guidé par imagerie infrarouge[19] et a une portée de 9 km[19].
- Pour la lutte anti-sous-marine, le Type 056 à 2 x 3 tubes lance-torpilles pour la torpille légère Yu-7 de 324 mm (15 km)[20] et la possibilité de ravitailler un hélicoptère[4] ASM Harbin Z-9C[21].

### Électronique
- 2 radars sont montés sur le mât du Type 056.

Un radar de veille air/surface de la famille du Type 360 (en) (bande S)
 Un radar de conduite de tir Type 349 (en) (bande X) pour le guidage de l'artillerie principale H/PJ-26 (en).
- Un sonar de coque active/passive est situé au niveau de la proue.
- La variante Type 056A modifie légèrement la superstructure puis ajoute un sonar linéaire remorqué H/SJG-206 (en)[23] et un sonar à profondeur variable (VDS) déployables à l'arrière de la corvette[24].

|                                                                   |
| H/PJ-26 (en) 76 mm à bort de la frégate Type 054A 579 邯郸 Handan |

|                                                        |
| Lanceurs inclinés pour YJ-83 et canon H/PJ-17 de 30 mm |

|                             |
| Système lance-missile HQ-10 |

|                                                                         |
| Radar air/surface Type 360 (en) au-dessus du radar de tir Type 349 (en) |

|                                                                  |
| Hélicoptère ASM Harbin Z-9C, frégate Type 054A 571 运城 Yuncheng |

## Export

### Bangladesh
En octobre 2012, la marine bangladaise commande deux corvettes dérivées du Type 056A de 1 330 tonnes et 90 mètres de long. Équipées d'un canon H/PJ-26 (en) de 76 mm, de missiles C-802 et d'un système anti-aérien FL-3000N, cette classe C13B est cependant dépourvu d'équipements de lutte anti-sous-marine. Comme le type 056, cette classe dispose d'un pont d'envol mais n'a pas de hangar. Le premier navire de cette classe est lancé le 30 novembre 2014 aux chantiers Wuchang à Wuhan. Les deux corvettes Shadhinota et Prottoy sont entrés en service le 19 mars 2016.
Deux corvettes supplémentaires ont été commandées fin 2015, ils ont été livrés le 28 mars 2019. Ces deux derniers C13B sont équipées d'un nouveau radar de veille aérien.

### Nigeria
Les patrouilleurs P18N est une variante du type 056. Les P18N déplacent 1 800 tonnes pour 95 mètres de long. Équipés de différents canons (76 mm, 30 mm et 20 mm), ils ne disposent pas de missiles. Ils disposent en revanche d'un hangar pour hélicoptère. Le Nigeria a commandé deux P18N en mars 2012 pour 42 millions de dollars l'unité. Le premier navire NNS Centenary (F91) est lancé en janvier 2014 aux chantiers Wuchang à Wuhan. Le navire quitta la Chine en décembre 2014 pour une entrée en service en février 2015 à Lagos. Le second OPV NNS Unity (F92), est livré en novembre 2016 et entre en service le 15 décembre 2016. En janvier 2017 le Unity est déployé dans une intervention du CÉDÉAO à la suite de la crise politique gambienne de 2016/2017.

### Algérie
La marine algérienne a commandé 6 navires chinois Type 056 de dernière génération,. Leurs livraisons devrait s'achever en 2028. Le premier navire El Moutassadi (940) a été mis en service le 6 avril 2023 .

## Liste des navires dans la marine chinoise
Aucune cérémonie officielle d'entrée au service actif depuis le 42e navire en juin 2018.
Mis à jour en mai 2019.
| Rang | Type    | Numéro | Nom         | Constructeur | Lancement         | Entrée en service | Statut  |
| ---- | ------- | ------ | ----------- | ------------ | ----------------- | ----------------- | ------- |
| 1    | 056 #1  | 582    | Bengbu      | Hudong       | 23 mai 2012       | 12 mars 2013      | Actif   |
| 2    | 056 #2  | 596    | Huizhou     | Huangpu      | 3 juin 2012       | 1er juillet 2013  | Actif   |
| 3    | 056 #3  | 584    | Meizhou     | Wuchang      | 31 juillet 2012   | 29 juillet 2013   | Actif   |
| 4    | 056 #4  | 580    | Datong      | Liaonan      | 10 août 2012      | 18 mai 2013       | Actif   |
| 5    | 056 #5  | 583    | Shangrao    | Hudong       | 19 août 2012      | 10 juin 2013      | Actif   |
| 6    | 056 #6  | 597    | Qinzhou     | Huangpu      | 30 août 2012      | 1er juillet 2013  | Actif   |
| 7    | 056 #7  | 585    | Baise       | Wuchang      | 25 octobre 2012   | 12 octobre 2013   | Actif   |
| 8    | 056 #8  | 581    | Yingkou     | Liaonan      | 18 novembre 2012  | 1er août 2013     | Actif   |
| 9    | 056 #9  | 587    | Jieyang     | Huangpu      | 26 janvier 2013   | 26 janvier 2014   | Actif   |
| 10   | 056 #10 | 586    | Ji'an       | Hudong       | 25 février 2013   | 8 janvier 2014    | Actif   |
| 11   | 056 #11 | 589    | Qingyuan    | Huangpu      | 31 mai 2013       | 11 juin 2014      | Actif   |
| 12   | 056 #12 | 588    | Quanzhou    | Hudong       | 25 juin 2013      | 8 août 2014       | Actif   |
| 13   | 056 #13 | 592    | Luzhou      | Wuchang      | 16 juillet 2013   | 7 juin 2014       | Actif   |
| 14   | 056 #14 | 590    | Weihai      | Liaonan      | 1er août 2013     | 15 mars 2014      | Actif   |
| 15   | 056 #15 | 591    | Fushun      | Liaonan      | 1er août 2013     | 7 juillet 2014    | Actif   |
| 16   | 056 #16 | 595    | Chaozhou    | Wuchang      | 14 novembre 2013  | 28 novembre 2014  | Actif   |
| 17   | 056A #1 | 593    | Sanmenxia   | Hudong       | 20 novembre 2013  | 13 novembre 2014  | Actif   |
| 18   | 056A #2 | 594    | Zhuzhou     | Huangpu      | 30 novembre 2013  | 28 novembre 2014  | Actif   |
| 19   | 056 #17 | 501    | Xinyang     | Liaonan      | 1er mai 2014      | 7 mars 2015       | Actif   |
| 20   | 056A #3 | 502    | Huangshi    | Hudong       | 16 mai 2014       | 6 mai 2015        | Actif   |
| 21   | 056 #18 | 503    | Suzhou      | Wuchang      | mai 2014          | 11 février 2015   | Actif   |
| 22   | 056A #4 | 504    | Suqian      | Huangpu      | 29 juin 2014      | 20 juillet 2015   | Actif   |
| 23   | 056A #5 | 505    | Qinhuangdao | Hudong       | 11 octobre 2014   | 16 octobre 2015   | Actif   |
| 24   | 056A #6 | 506    | Jingmen     | Huangpu      | décembre 2014     | 25 janvier 2016   | Actif   |
| 25   | 056A #7 | 507    | Tongren     | Hudong       | 19 mars 2015      | 20 février 2016   | Actif   |
| 26   | 056 #19 | 512    | Heze        | Liaonan      | 7 juillet 2015    | 12 décembre 2016  | Actif   |
| 27   | 056A #8 | 508    | Qujing      | Huangpu      | 16 juillet 2015   | 8 juin 2016       | Actif   |
| 28   | 056 #20 | 509    | Huai'an     | Hudong       | 15 août 2015      | 11 août 2016      | Actif   |
| 29   | 056 #21 | 511    | Baoding     | Wuchang      | 22 décembre 2015  | 12 décembre 2016  | Actif   |
| 30   | 056 #22 | 510    | Ningde      | Huangpu      | 24 octobre 2015   | 28 décembre 2016  | Actif   |
| 31   | 056A #9 | 513    | Ezhou       | Hudong       | 25 décembre 2015  | 18 janvier 2017   | Actif   |
| 32   | 056A#10 | 514    | Liupanshui  | Huangpu      | 31 mars 2016      | 31 mars 2017      | Actif   |
| 33   | 056A#11 | 518    | Yiwu        | Hudong       | 20 mai 2016       | 21 juillet 2017   | Actif   |
| 34   | 056A#12 | 520    | Hanzhong    | Huangpu      | 22 juillet 2016   | 11 juillet 2017   | Actif   |
| 35   | 056A#13 | 535    | Xuancheng   | Wuchang      | 26 août 2016      | 26 septembre 2017 | Actif   |
| 36   | 056A#14 | 556    | Yichun      | Hudong       | 7 septembre 2016  | 16 octobre 2017   | Actif   |
| 37   | 056A#15 | 540    | Wuhai       | Liaonan      | 14 septembre 2016 | 15 janvier 2018   | Actif   |
| 38   | 056A#16 | 541    | Zhang Wei   | Liaonan      | 14 septembre 2016 | avril 2018        | Actif   |
| 39   | 056A#17 | 551    | Suining     | Wuchang      | 3 octobre 2016    | 28 novembre 2017  | Actif   |
| 40   | 056A#18 | 552    | Guangyuan   | Huangpu      | 28 octobre 2016   | 16 novembre 2017  | Actif   |
| 41   | 056A#19 | 554    | Deyang      | Hudong       | 29 décembre 2016  | 19 janvier 2018   | Actif   |
| 42   | 056A#20 | 557    | Nanchong    | Wuchang      | 2 février 2017    | 1er juin 2018     | Actif   |
| 43   | 056A#21 | 610    | Zhangzhou   | Hudong       | 26 juillet 2017   |                   | Travaux |
| 44   | 056A#22 |        | Liaocheng   | Hudong       | 21 décembre 2017  |                   | Travaux |
| 45   | 056A#23 | 625    | Bazhong     | Huangpu      | 2 mars 2018       |                   | Travaux |
| 46   | 056A#24 |        |             | Hudong       | 17 mars 2018      |                   | Travaux |
| 47   | 056A#25 |        |             | Liaonan      | 29 avril 2018     |                   | Travaux |
| 48   | 056A#26 |        |             | Liaonan      | 29 avril 2018     |                   | Travaux |
| 49   | 056A#27 |        |             | Hudong       | 16 mai 2018       |                   | Travaux |
| 50   | 056A#28 |        |             | Wuchang      | août 2018         |                   | Travaux |
| 51   | 056A#29 |        |             | Huangpu      | 8 août 2018       |                   | Travaux |
| 52   | 056A#30 |        |             | Wuchang      | 27 août 2018      |                   | Travaux |
| 53   | 056A#31 |        |             | Hudong       | 12 septembre 2018 |                   | Travaux |
| 54   | 056A#32 |        |             | Huangpu      | 11 décembre 2018  |                   | Travaux |
| 55   | 056A#33 |        |             | Liaonan      | 15 janvier 2019   |                   | Travaux |
| 56   | 056A#34 |        |             | Liaonan      | 15 janvier 2019   |                   | Travaux |
| 57   | 056A#35 |        |             | Wuchang      | 22 janvier 2019   |                   | Travaux |
| 58   | 056A#36 | 627    | Enshi       | Huangpu      | 7 mars 2019       |                   | Travaux |
| 59   | 056A#37 |        |             |              | mars 2019         |                   | Travaux |
| 60   | 056A#38 |        |             | Huangpu      | 9 mai 2019        |                   | Travaux |